# Национальное бюро по расследованию авиационных происшествий и инцидентов с гражданскими воздушными судами
Национальное бюро по расследованию авиационных происшествий и инцидентов с гражданскими воздушными судами Украины (укр. Національне бюро з розслідування авіаційних подій та інцидентів з цивільними повітряними суднами) — государственная экспертная организация, отвечающая за расследование происшествий с гражданскими воздушными судами, состоящая из 40 специалистов и подчиняющаяся Кабинету министров Украины.
Бюро было создано 21 марта 2012 года специальным указов Кабинета министров #228 в соответствии с Воздушным кодексом Украины.
В апреле 2012 г. руководителем бюро назначен Олег Бабенко
В июле 2020 года временно исполняющим обязанности директора был назначен Игорь Мишарин